# 三社祭

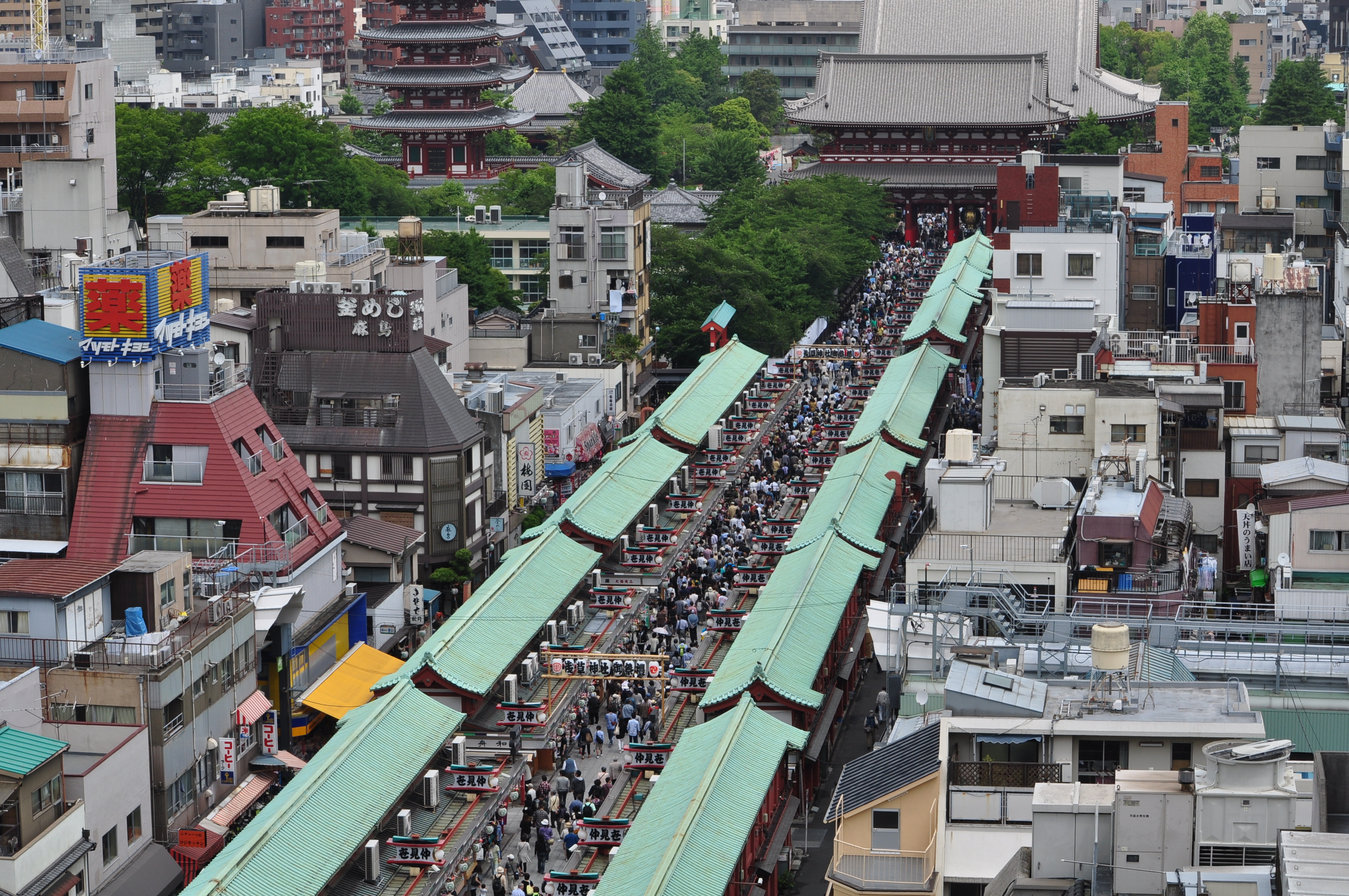
浅草文化観光センターからの仲見世

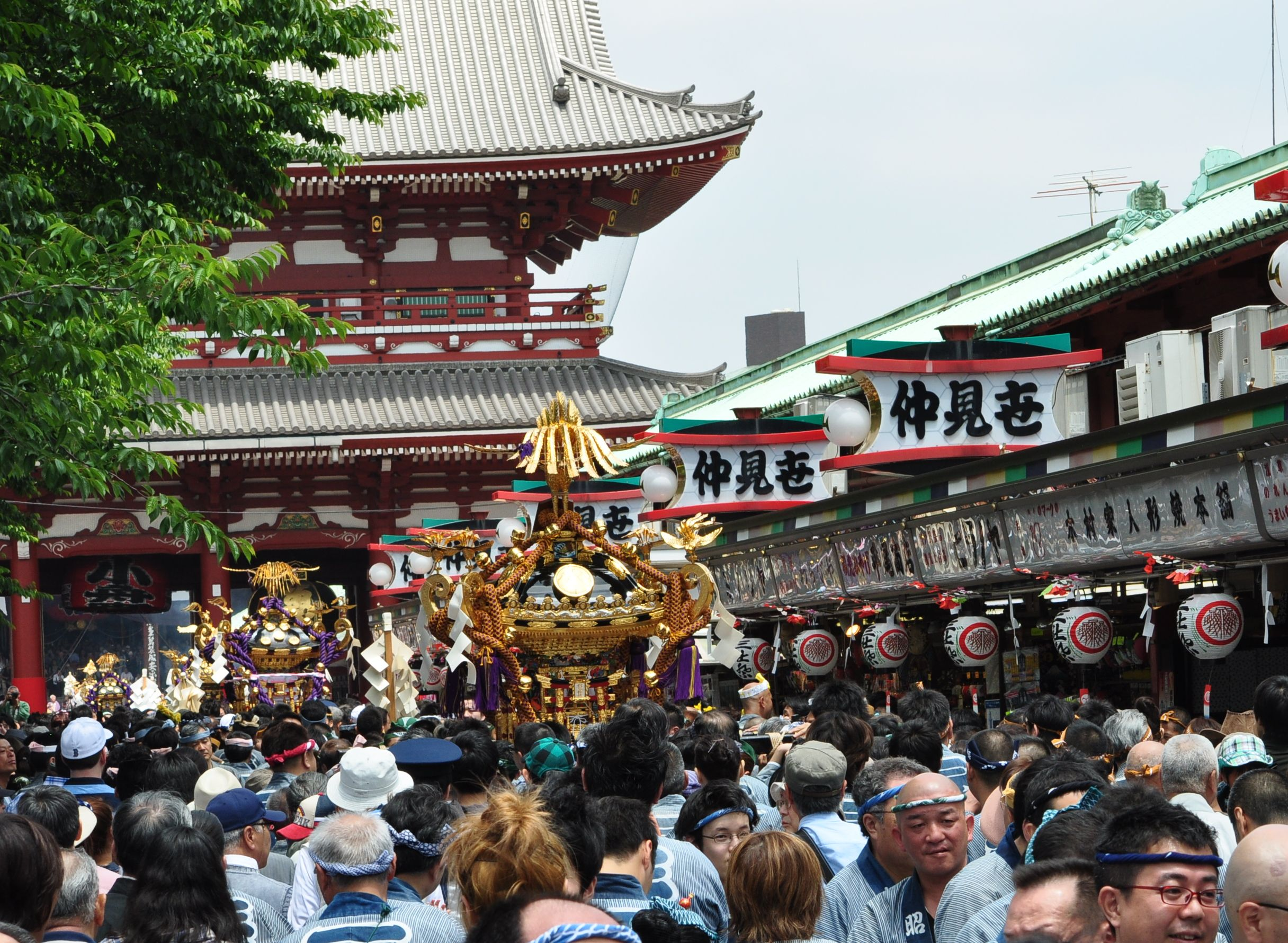
仲見世宝蔵門前の氏子各町神輿連合渡御

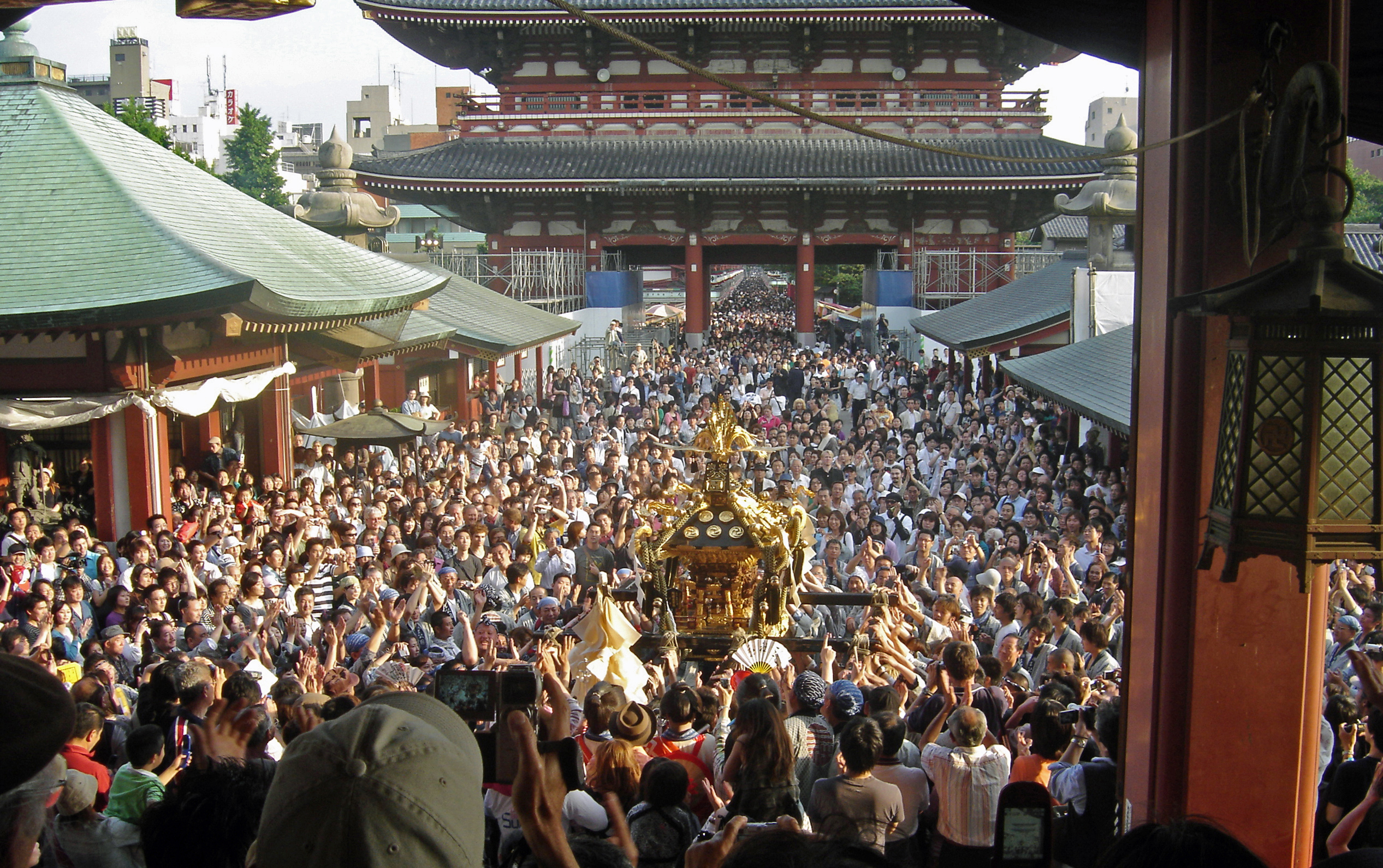
浅草寺前を渡御中の浅草公園町会神輿の様子（2006年5月撮影）

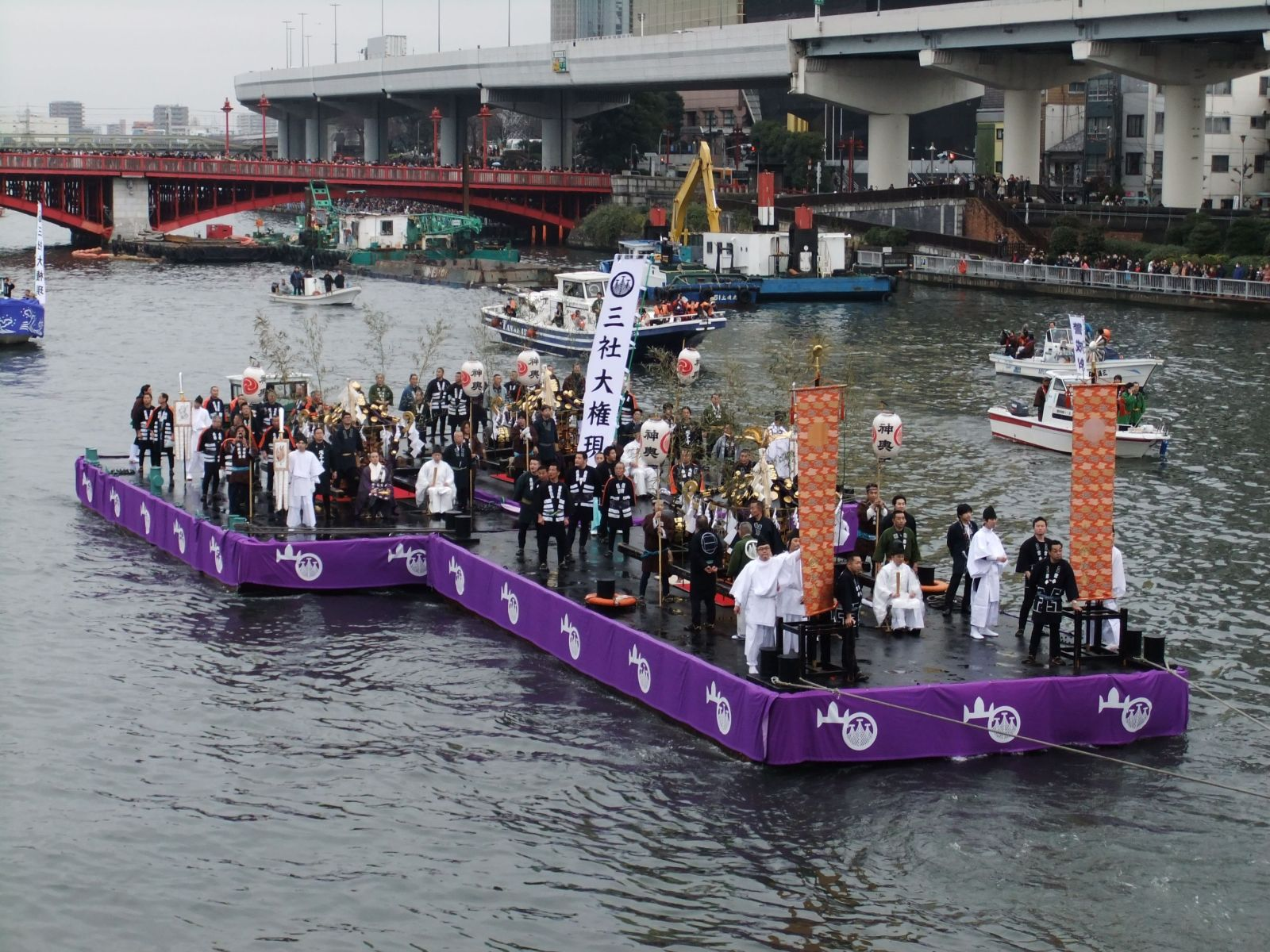
斎行700年祭「舟渡御」（2012年3月撮影）

三社祭（さんじゃまつり）は、毎年5月に行われる東京都台東区浅草の浅草神社の例大祭である。
かつては観音祭・船祭・示現会に分かれていたが、1872年から5月17・18日に行われるようになった。現在は5月第3週の金・土・日曜日に行われる。名前は浅草神社の旧名である三社大権現社または三社明神社（檜前浜成・竹成の兄弟と土師真中知の3人を祀ってあるためこの名だった）に因む。正式名称は「浅草神社例大祭」。奉納される田楽「びんざさら舞」は古式に則ったものとして有名（室町時代頃と言われる）。
浅草神社は明治時代に入るまでは浅草寺と一体であり、この時代には浅草寺の祭りとして行なわれていた。神仏分離により浅草神社は浅草寺と分離し、三社祭は浅草神社単体での祭りとなり、明治以降に発展した。
このことを表すかのように、江戸時代から謳われている江戸の大きな祭りを謳った狂歌「神輿深川（深川祭）、山車神田（神田祭）、だだっぴろいは山王様（山王祭）」の中には、三社祭は含まれていない。

## 概要
旧幕以来の江戸文化の中心であった神田とも、隅田川以東の下町文化圏とも浅草は別個であるが巧妙に両者のイメージを利用してきた背景がある。
しかし、「観光宣伝色が強い」「浅草の内部での結束が悪すぎる」「各町神輿連合をヤクザ（主に指定暴力団住吉会系の浅草高橋組や中村会）が組の宣伝に利用している（昔は酒を集りにしか来なかったが、現在では同好会を主宰）」など問題点も多く、地元民の全面的支持は受けているわけではない。2007年7月13日には、「三社祭でみこしを担ぐ同好会30数団体のうち、約7割で暴力団員が代表になって」いると報じられた。祭りが暴力団の資金源になっているものとみられている。祭りには全身の刺青を露出した男性が多く参加している。2007年までの10年間に暴力団組員33人が都迷惑防止条例違反で逮捕されたほか、組員らが御輿の上によじ登って騒ぎを起こす行為が問題となり、2008年には本社神輿の担ぎ出しが中止になった。不安を訴える一般客も多く、2012年、都暴力団排除条例が施行されたことを受け、主催者側は暴力団組員らに組織名の入った半纏を着用させないよう要請するなどの対策に乗り出している。2015年、暴力団を排除する観点上の理由により、担ぎ手は刺青禁止のルールを設けた。
2018年5月、祭りの最中、指定暴力団・山口組系と松葉会系の組員らが鉢合わせで小競り合いとなり数十人が関わる乱闘騒ぎを起こし、制止の為に割って入った警視庁機動隊員の無線機マイクコードを引きちぎるなどしたため、幹部を含む5人が同年8月に公務執行妨害容疑で逮捕された。
2020年4月1日、浅草神社と浅草神社奉賛会は、三社祭開催について、新型コロナウイルス感染を考慮し、延期した。「例大祭式典」や「本社神輿各町渡御」などすべての行事を延期する。斎行は令和2年10月17-18日に変更されたが、担ぎ手による担いでの神輿の渡御は中止になった。

## 本社御輿
浅草神社には現在3基の神輿があり、祭礼の際は、一之宮には土師真中知命、二之宮には檜前浜成命、三之宮には檜前竹成命の御神霊を移し、町中を渡御する。御輿はかつて7基存在したが、全て戦災により一度焼失してしまっている。かつては徳川家光が1637年(寛永14年)に建造寄進し、300年の歴史を持つ国宝の御輿もあったが、太平洋戦争にて焼失。現在の御輿は1950年に二基、1952年に一基が氏子四十四ヶ町から奉納されたもの。最終日の宮出しには「サセ、サセ」という掛け声で御輿が担ぎ上げられる。
近年では祭り好きの人々が同好会を結成し、各所の祭りを担ぎ回るようになった。現在は人員は足りているが、神輿同好会が参加している。下帯を締めている担ぎ手も結構多い。また、神輿に担ぎ手が乗ることは禁止されているものの、担ぎ棒の上に下帯一丁、又は下帯に袢纏だけの者が乗る例が後を絶たなかった。2006年（平成18年）には本社神輿二之宮が毀損するに至り、浅草神社と奉賛会の連名で改めて通達が2007年1月に出された。しかし2007年（平成19年）においても神輿に乗る担ぎ手が確認され、都迷惑防止条例違反の疑いで逮捕者5人も出た事から、神社と奉賛会は2008年（平成20年）の祭での本社神輿の「宮出し」と「本社神輿各町渡御」「宮入り」を中止する事を決定した。このため来客数の激減が予想されたが、前年比より増加で終了した。雷門通り・馬道通りの迂回は継続される。2009年（平成21年）は、「神輿に担ぎ手が乗ると再び中止にする」ことを継続の条件としたうえで再開した。
2012年（平成24年）は、三社祭が行われて700年の節目に当たり、「舟渡御」が1958年（昭和33年）以来54年ぶりに行われた。

## 祭りの構成

### 現在の構成
- 1日目（金）：名物大行列（浅草芸者、田楽、手古舞、白鷺の舞、等が登場）ただし、雨天中止
- 2日目（土）：氏子各町神輿連合渡御
- 最終日（日）：宮出し、本社神輿各町渡御、宮入り

### 2008年の構成
- 1日目（金）：上に同じ
- 2日目（土）：上に同じ
- 最終日（日）：野点、お囃子奉演、太鼓奉演、奉納舞踊、本社神輿神霊返しの儀（浅草神社内）お祭り広場（浅草神社外）

## 三社祭をテーマにした作品
- 浅草八景 - 石原詢子の楽曲。

## 暴力団との関係
- 刺青を露出して神輿の担ぎ棒に乗る丁字家会系組員（2007年）
- 三社祭に参加した5代目浅草高橋組の組員（2007年）
- 三社祭に参加した5代目浅草高橋組の組員（2007年）

- 浅草高橋組 - 東京都台東区西浅草に本拠を置く暴力団で、指定暴力団・住吉会の2次団体。
- 丁字家会 - 東京都台東区雷門に本拠を置く的屋系暴力団[8]。